# SINNERS Esports
SINNERS Esports je česká esportová organizace, kterou v roce 2020 založil Petr Syrovátko Jr. společně s Lukášem Urbanem. Aktivně figurují v titulu Counter Strike. Historicky také například v titulech League of Legends a TrackMania. Jsou historicky nejúspěšnější českou organizací ve hře CS:GO. Cílem organizace je působit jak na tuzemské, tak na mezinárodní esportové scéně. 

## Aktuální soupiska (CS2)
| Národnost         | Přezdívka   | Jméno           | Věk | Role    | Datum vstupu      |
| ----------------- | ----------- | --------------- | --- | ------- | ----------------- |
| Česko             | Beastik (C) | Sebastian Daňo  | 27  | Kapitán | 27. ledna 2020    |
| Česko             | SHOCK       | Max Kvapil      | 24  | Rifler  | 27. ledna 2020    |
| Slovensko         | Pepo        | Peter Ružička   | 20  | AWPer   | 7. ledna 2025     |
| Polsko            | kisserek    | Kamil Banak     | 22  | Rifler  | 21. července 2025 |
| Severní Makedonie | stressarN   | Jordan Manevski | 22  | Rifler  | 21. července 2025 |
| Česko             | bfull       | Jakub Kokoška   | 33  | Trenér  | 7. ledna 2025     |

## Historie (CS:GO)
Projekt SINNERS Esports byl zahájen v roce 2020 za účelem vzniku jednoho z prvních plně profesionálních týmů na rozvoj esportových talentů v Česku a na Slovensku.

### 2020 – Zrození SINNERS
27. ledna SINNERS vstupují do Counter-Strike: Global Offensive podpisem sestavy: CaNNiE (Sniper), beastik (Kapitán), ZEDKO (Rifler), SHOCK (Rifler), NEOFRAG (Entry-Fragger). Již v únoru téhož roku zaznamenali svůj první významný úspěch, když vyhráli turnaj Supreme Masters European Invitational 2020, konaný ve švýcarském Amriswilu.
V červnu se SINNERS podařilo ovládnout dvě hlavní české Counter Strike ligy, a to jarní split Sazky eLeague a 1.COOL Ligu, čímž nastartovali tříletou absolutní dominanci české Counter Strike scény. V říjnu pak triumfovali i v podzimním splitu Sazka eLEAGUE a v listopadu se stali Mistry České republiky poté, co porazili tým ENTROPIQ 3:1.
V listopadu z hlavní soupisky sestupuje AWP hráč CaNNiE na lavičku a následně oznámil konec kariéry. Na jeho místo přichází Oskar, vlastním jménem Tomáš Šťastný, jeden z historicky nejlepších sniperů světa který zažil angažmá v uznávaných německých MOUZ, v Hellraisers či v týmu Sprout.
Celý rok také SINNERS zaznamenávali prezenci na světové scéně, kde se konzistentně umisťovali v B - Tier turnajích na průměrných příčkách, a rok zakončovali na 63. příčce světového žebříčku. 

### 2021 – Zlomový rok pro SINNERS
Nastal zlomový rok, kdy se SINNERS v lednu umístili druzí ve Vulkan Fight Series, což je dostalo do světové třicítky. V únoru následovala výhra v Shadow League, která SINNERS posunula na 25. místo ve světovém žebříčku HLTV.
V dubnu postoupili do 2. nejvyšší Counter Strike ligy, ESEA Premier (dnes známá pod jménem ESL Challanger), kterou v červnu celou vyhráli a tím si zajistili postup do nejvyšší Counter Strike ligy, ESL Pro League. Tento úspěch je vrátil zpět do nejlepší světové třicítky na 26. příčku žebříčku HLTV. V červnu SINNERS také obhájili titul Sazka eLEAGUE a podruhé vyhráli její jarní část.
V červenci vstoupili do ESL Pro League, kde v prvním zápase porazili tehdejší 3. nejlepší tým světa, G2 eSports. Nepodařilo se jim ale navázat na tento úspěch a skončili ve skupinové fázi na děleném 17. místě (ze 24).
V září SINNERS vyhráli kvalifikaci na Intel Extreme Masters XVI - Fall: Europe, což byl kvalifikační turnaj na CS:GO Major, největší turnaj světa. Tímto úspěchem se dostali mezi dvacítku nejlepších týmů na světě a obsadili 19. pozici v žebříčku světových týmů HLTV, stávají se tak jediným českým CS:GO týmem, který se dostal do nejlepší světové dvacítky.
V hlavní části turnaje v úvodních zápasech Sinners porazili Counter Strike giganty Heroic, Complexity a Endpoint. Následně prohráli 14:16 do Movistar Riders a 8:16 proti legendárním Astralis, čím se dělili s dalšími dvěma týmy o 3. místo ve skupině a postup na Major, v tie-breakeru o třetí místo neuspěli a tak na turnaji skončili bez postupky na Major. 
V říjnu SINNERS obhájili titul a opět vyhráli podzimní část české Sazka eLEAGUE. V listopadu opět získali titul Mistrů České republiky, čímž se stali dvojnásobnými mistry České republiky. Rok zakončili jako 31. nejlepší tým na světě.

### 2022 – Vzestup a pád
12. ledna tým opustil oskar a na jeho místo přichází forsyy z konkurenčních Enterprise. V lednu již s novou posilou umisťuji třetí na B-Tier turnaji Malta Knockout Series #5. V únoru tento výsledek zopakovali v šesté Malta Knockout Series. 
Dne 2. března SINNERS přepsali historii, když jako historicky první český tým úspěšně postoupili do uzavřené kvalifikace na Mistrovství Světa - PGL Major RMR Antwerp. V dubnu se SINNERS umístili na druhém místě Tipsport Cup Bratislava kde ve finále podlehli evropskému týmu Apeks.
21. dubna SINNERS začala jejich doposud největší zkouška, kvalifikace na PGL Major Antwerp v Belgii, která se konala v rumunském Bukurešti. V jejich prvním zápase porazili francouzský tým HEET poměrem 16:11 (Mapa: Vertigo). V druhém zápase však podlehli dánským Copenhagen Flames 9:16 (Mapa: Overpass). Následovala výhra nad týmem Team Spirit 16:6 (Mapa: Nuke) a porážka proti Ninjas in Pijamas 1:2 na mapy (Inferno 8:16, Overpass 11:16).
V osudovém zápase o postup na světový Major SINNERS padli proti Bad News Eagles v poměru 1:2 na mapy (Mirage 16:10, Nuke 6:16, Inferno 14:16) a velký Major je tak minul o osudové dvě kola. Toto obrovské zklamání výrazně otřáslo týmem, a v důsledku této tvrdé porážky hned v následujícím měsíci odchází nejlepší hráč SINNERS, NEOFRAG, do evropského týmu OG eSports. Po odchodu NEOFRAGA SINNERS výrazně ubrali na tempu, NEOFRAGA před nalezením náhrady musel zastupovat kouč SINNERS, tomkeejs, a výsledky tak šli výrazně dolu. V červnu SINNERS poprvé za svojí existenci prohrávají český turnaj a z Tipsport Online Cupu 2022 berou 3. Místo. Navzdory špatným výsledkům se SINNERS později podařilo ovládnout jarní část Sazky eLEAGUE a tak po třetí obhájit titul v této soutěži. V červenci pokračovali výhrou na Sazka eCUP Summer 2022.
15. července SINNERS oznámili příchod Patrika "Zero" Žúdela, a SINNERS jsou tak opět kompletní. Během následujících měsíců však SINNERS předváděli nekonzistentní výsledky jak v Evropě, tak v České republice. 
V září se na Pražském Tipsport Cupu umístili na 4. místě. V Evropě se jim nedaří dostat se ze skupinových fází soutěží. SINNERS tak zažívali doposud nejtěžší období ve své existenci. V tentýž měsíc se jim těsně nepodařilo postoupit na BLAST Fall EU Showdown, kde v kvalifikaci proti tureckému týmu Eternal Fire prohráli 1:2 na mapy (Overpass 16:11, Nuke 14:16, Inferno 8:16). 
V Říjnu se SINNERS poprvé za jejich historii nepodaří ovládnout zimní část Sazky eLEAGUE, když vypadli v semifinále proti eSubě 0:2 na mapy (Mirage 7:16, Overpass 6:16). Z turnaje si nakonec odnesli třetí místo. 
V listopadu se jim však na MČR podařilo po třetí obhájit titul mistrů České republiky výhrou nad týmem eSuba 2:1 (17:19 Mirage, 16:8 Nuke, 16:11 Overpass). 
Sezonu zakončili v prosinci výhrou Sazka eCUP Winter 2022. Celý rok se pohybovali okolo 32 až 50 pozice na HLTV žebříčku. 23. listopadu se Forsyy přesunul na lavičku a do týmu se vrátil legendární Oskar, který byl na ročním angažmá v organizaci Titans.

### 2023 – Další změna soupisky
Na začátku roku 2023 se SINNERS nedaří najít formu, a nedaří se jim dobře umisťovat v evropských soutěžích. Další rána přichází 24. února kdy Zero dobrovolně sestupuje ze soupisky, a nahradit ho tak musí hráč z Akademie, outex. 
20. března Zero oznámil konec kariéry. a 22. března do týmu oficiálně přichází KWERTZZ, jakožto náhrada za Zera, a tým je tak opět kompletní.
3. dubna SINNERS sestoupili na 90. místo v HLTV žebříčku, jejich nejhorší umístění od října 2023. 
28. května SINNERS prohráli české derby proti Dynamu Eclot a tak se umístili druzí na Bratislavském Tipsport Cupu. V červnu SINNERS postoupili zpět do druhé ligy – ESL Challanger Leauge (dřív známou jako ESEA Premier League) díky druhému místu v evropské ESEA Advanced lize.
V září přišla velká změna, a to globální přechod ze hry CS:GO na hru CS2.
V listopadu poprvé za dobu své existence nevyhráli Mistrovství České republiky, a skončili na 4. místě, když v souboji o finále podlehli týmu Sampi 0:2 (5:13 Anubis, 10:13 Ancient) a následně prohráli i v souboji o 3. místo s týmem Unity 1:2 (11:13 Anubis, 13:10 Nuke, 10:13 Ancient).
13. prosince odešel po dohodě s týmem Simon "KWERTZZ" Horák, jehož styl hry prý nezapadal do herního stylu týmu.
15. prosince přišla nečekaná zpráva v podobě odchodu stabilního pilíře týmu, Jindřicha "ZEDKO" Chyby který byl součástí organizace od jejího vzniku, do týmu Sampi. V ten samý den jsou ale oznámeny náhrady, které doplní mezery v sestavě. Po roce a půl se do týmu vrací Adam "NEOFRAG" Zouhar a jako druhý přichází z německé organizace Sprout Filip "AJTT" Dolenský, jehož jméno bylo se SINNERS skloňováno už v roce 2022 po odchodu NEOFRAGA do OG.